# Зборівський повіт (Західно-Українська Народна Республіка)
Зборівський повіт — адміністративна одиниця у складі ЗУНР (1918—1919) та УНР (після Акту Злуки 22 січня 1919 року). Після окупації та анексії Польщею входив до складу цієї країни, після радянської окупації — до складу СРСР. Територія повіту збігалася з територією колишнього Зборівського району Тернопільської області.

## Історія
Повіт входив до складу Тернопільської військової области ЗУНР. Повітовим комісаром спочатку був судовий радник Стефан Павлюк, його змінив адвокат д-р Василь Душеньчук, далі був Олекса Мельник, інженер-агроном товариства «Сільський Господар». Міським комісаром Зборова обрали адвоката Маркіяна Процика. Для судового округу Поморяни повітовим комісаром спочатку був обраний учитель народної школи Денис Стельмах, а від кінця 1918 р. — о. Дмитро Склепкович, парох у Поморянах.
Ілію Костишина обрали від повіту делегатом до Української Національної Ради ЗУНР.

### Під польською окупацією
Включений до складу Тернопільського воєводства після його утворення в 1920 році на окупованих землях ЗУНР.

### Зміни адміністративного поділу

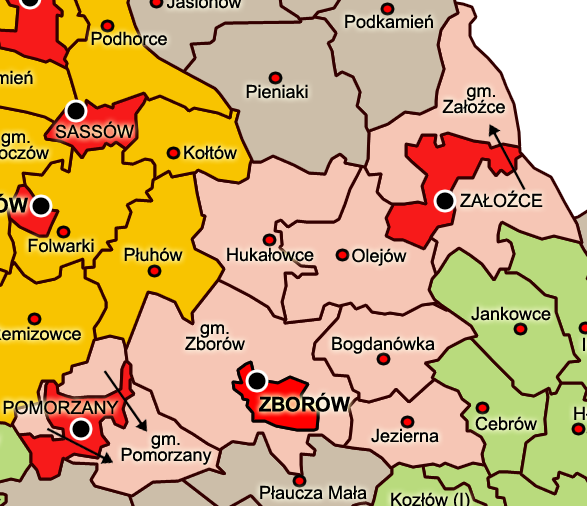
Зборівський повіт на схемі

1 січня 1926 р. із сільської гміни (самоврядної громади) Мшана Зборівського повіту вилучена територія розпарцельованого (розділеного) фільварку «Мшана» і з неї утворено самостійну гміну Конопниця.
15 червня 1934 р. села Лукавець, Батьків і Маркопіль передані до Бродського повіту зі Зборівського.
Відповідно до розпорядження міністра внутрішніх справ Польщі від 26 липня 1934 року «Про поділ Зборівського повіту у Тернопольському воєводстві на сільські ґміни», 1 серпня 1934 року у Зборівському повіті були утворені об'єднані сільські ґміни (відповідають волостям).

#### Міста (міські ґміни)
1. містечко Заложці — місто з 1934 р.
2. містечко Зборів — місто з 1934 р.
3. м. Поморяни

#### Сільські гміни (ґміни)
Кількість:
1920—1926 рр. — 67
1926—1934 рр. — 68
1934 р. — 65
1934—1939 рр. — 7
| Об'єднані сільські ґміни 1934 року | Об'єднані сільські ґміни 1934 року | Старі сільські ґміни | Кількість |
| ---------------------------------- | ---------------------------------- | --- | --------- |
| 1                                  | Гміна Богданівка                   | Богданівка, Білківці, Данилівці, Мшана, Конопниця (з 01.01.1926), Нестерівці, Осташівці, Сервери (Сировари), Яцківці                                                                | 9         |
| 2                                  | Гміна Гукалівці                    | Вовчківці, Гарбузів, Гнидава, Гукалівці, Івачів, Манаїв, Нище, Перепельники, Ярославичі                                                                                             | 9         |
| 3                                  | Гміна Заложці                      | Бліх, Вертелка, Гонтова, Загір'я, Мильне, Панасувка (Панасівка), Підберізці, Ратищі, Ренів, Серетець, Чистопади                                                                     | 11        |
| 4                                  | Гміна Зборів                       | Заруддя, Кабарівці, Коршилів, Кудобинці, Кудинівці, Красна, Метенів, Млинівці, Озерянка, Плісняни, Підгайчики, Присівці, Славна, Травотолоки, Тустоголови, Вірлів, Цецівка, Ярчівці | 18        |
| 5                                  | Гміна Озерна                       | Озерна | 1         |
| 6                                  | Гміна Оліїв                        | Беремовце (Беримівці), Бялоглови (Білоголови), Бзовиця, Білокриниця, Лопушани, Монилівка, Нетерпинці, Оліїв, Тростянець Великий                                                     | 9         |
| 7                                  | Гміна Поморяни                     | Богутин, Бібщани, Годів, Жабиня, Кальне, Махнівці, Розгадів, Торгів | 8         |
| передано до Бродівського повіту    | передано до Бродівського повіту    | Батьків (до 15.06.1934), Лукавець (до 15.06.1934), Маркопіль (до 15.06.1934) | 3         |

* Виділено містечка, що були у складі сільських ґмін та не мали міських прав.

### Населення
У 1939 році в повіті проживало 87 970 мешканців (60 005 українців-грекокатоликів — 68,21 %, 13 815 українців-латинників — 15,7 %, 6 150 поляків — 6,99 %, 2 635 польських колоністів міжвоєнного періоду — 3 %, 5 365 євреїв — 6,1 %).
Публіковані польським урядом цифри про національний склад повіту за результатами перепису 1931 року (з 81 413 населення ніби-то було аж 39 624 (48,67 %) поляків при 39 174 (48,12 %) українців, 2 522 (3,1 %) євреїв і 12 (0,0 %) німців) суперечать шематизмам і даним, отриманим від місцевих жителів (див. вище), та пропорціям за допольськими (австрійськими) і післяпольськими (радянським 1940 та німецьким 1943) переписами.

## Радянський період
27 листопада 1939 р. повіт включено до новоутвореної Тернопільської области.
17 січня 1940 р. повіт ліквідовано в результаті поділу території на Зборівський і Заложцівський район.